# Lillsjön (Färila socken, Hälsingland, 683373-148241)
Lillsjön är en sjö i Ljusdals kommun i Hälsingland och ingår i Ljusnans huvudavrinningsområde. Sjön har en area på 0,153 kvadratkilometer och ligger 281,1 meter över havet. Sjön avvattnas av vattendraget Lillsjöbäcken.

## Delavrinningsområde
Lillsjön ingår i det delavrinningsområde (683100-148225) som SMHI kallar för Utloppet av Lill-Öjungen. Medelhöjden är 307 meter över havet och ytan är 16,3 kvadratkilometer. Det finns inga avrinningsområden uppströms utan avrinningsområdet är högsta punkten. Lillsjöbäcken som avvattnar avrinningsområdet har biflödesordning 5, vilket innebär att vattnet flödar genom totalt 5 vattendrag innan det når havet efter 161 kilometer. Avrinningsområdet består mestadels av skog (77 procent). Avrinningsområdet har 1,79 kvadratkilometer vattenytor vilket ger det en sjöprocent på 11 procent.